# Hadula melanopa
Hadula melanopa là một loài bướm đêm thuộc họ Noctuidae. Phân loài melanopa được tìm thấy ở miền bắc Scandinavia. Phụ loài rupestralis được tìm thấy ở Anpơ, dãy núi Balkan và dãy núi Apennine. Phân loài brunnea được tìm thấy ở mountainous areas của Đảo Anh và ssp. koizumidakeana ở Nhật Bản.
Sải cánh của phụ loài melanopa là 20–26 mm, ssp. brunnea có sải cánh 25–29 mm. Con trưởng thành bay từ tháng 6 đến tháng 8 làm một đợt.
Ấu trùng ăn nhiều loại cây khác nhau, bao gồm Empetrum, Vaccinium, Dryas octopetala và loài cây thấp Salix.

## Phụ loài
- Hadula melanopa melanopa (Scandinavia)
- Hadula melanopa rupestralis (Alps, Balkan và dãy núi Apennine)
- Hadula melanopa brunnea (Đại Anh)
- Hadula melanopa koizumidakeana (Nhật Bản)

## Hình ảnh

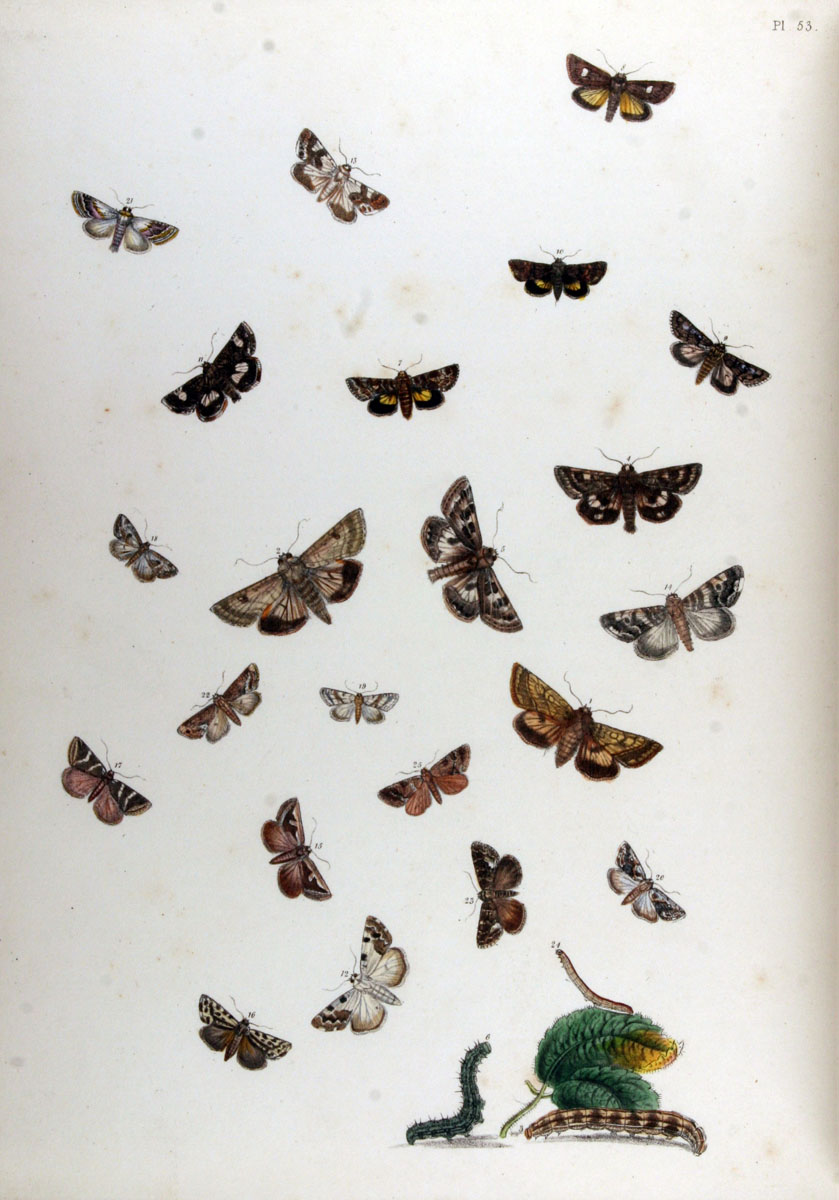
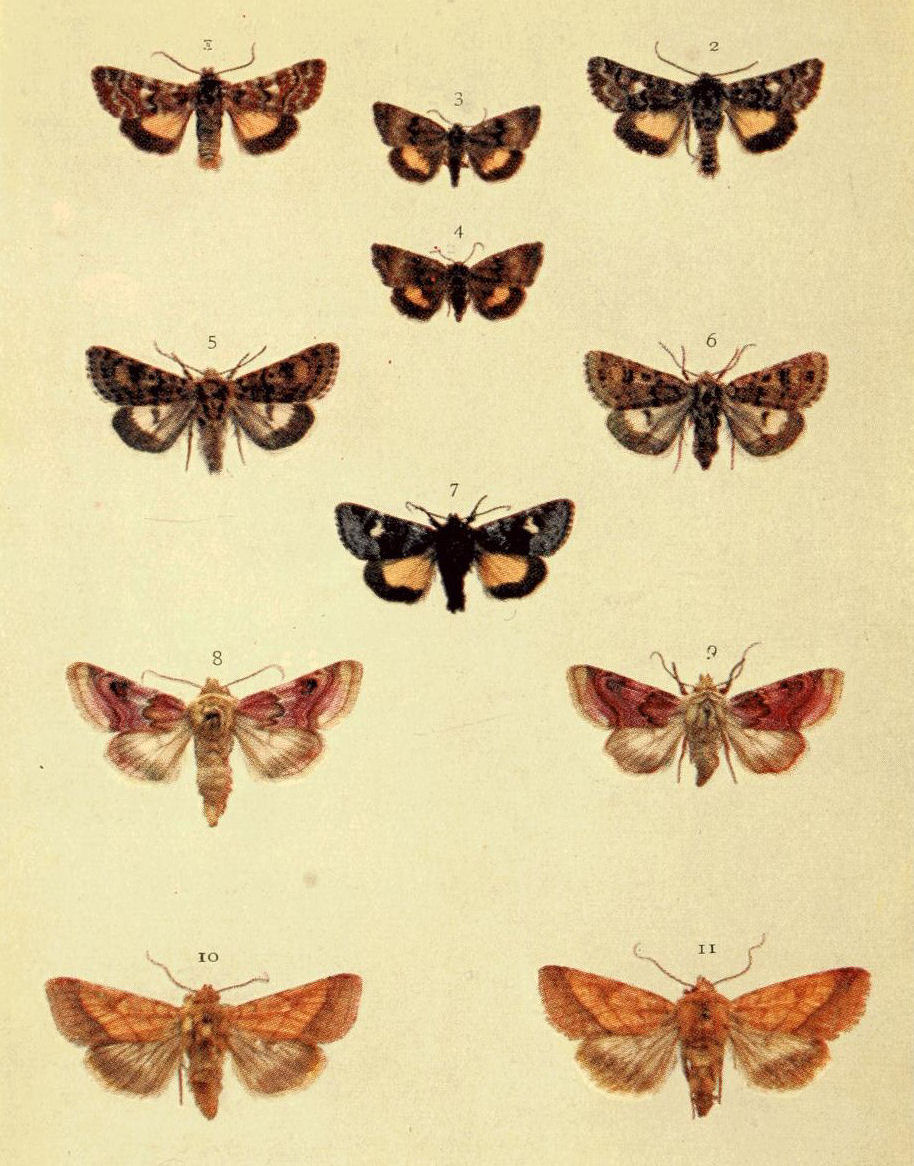
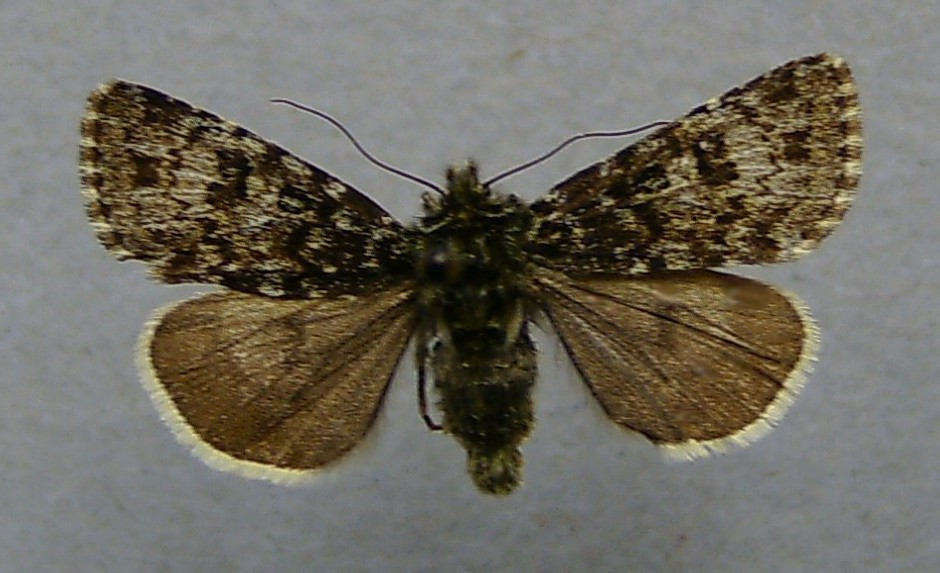
Dạng alpine Hadula melanopa rupestralis